# Ptyas major
Ptyas major är en ormart som beskrevs av Günther 1858. Ptyas major ingår i släktet Ptyas och familjen snokar. Inga underarter finns listade i Catalogue of Life.
Arten förekommer i östra Kina, inklusive Taiwan och Hainan, samt fram till norra Vietnam och Laos. Den vistas i regioner som ligger 200 till 1700 meter över havet. Habitatet varierar mellan skogar, buskskogar, gräsmarker med glest fördelade träd och buskar samt odlingsmark. Individerna klättrar ibland i träd. Honor lägger ägg.
För beståndet är inga hot kända. IUCN listar arten som livskraftig (LC).